# Knut Bohwim
Knut Gudbrand Andreas Bohwim (født 12. marts 1931 i Oslo, død 16. juni 2020 sammesteds) var en norsk skuespiller, produktionsleder og instruktør, som var mest kendt for at have instrueret de fleste norske film om Olsenbanden.
Bohwim debuterede som pianospillende i filmen Bedre enn sitt rykte fra 1955, men blev derefter reklamefilmproducent. Da Teamfilm startede i 1962 var han produktionsleder på deres første film Operasjon Løvsprett som blev en kassesucces. Da Teamfilm besluttede sig for at lave den danske Olsen-banden i en norsk udgave blev det starten på en lang række successer med Knut Bohwim som instruktør. Selv om kritikerne slagtede Olsenbanden–filmene, blev de elsket af publikum og folk strømmede til de allerfleste. Bohwim instruerede 12 af de 14 Olsenbande-film. I den ene af filmene han ikke instruerede, Olsenbanden og Dynamitt-Harry, spillede han bankrøver.
Knut Bohwim havde som mål at underholde publikum, og bedømt efter filmenes besøgstal opnåede han dette.

## Filmografi

### Som instruktør
- 1999 − Olsenbandens siste stikk
- 1992 – Ute av drift
- 1984 – ...men Olsenbanden var ikke død!
- 1982 – Olsenbandens aller siste kupp
- 1981 – Olsenbanden gir seg aldri!
- 1980 – Vi spillopper
- 1979 – Olsenbanden og Dynamitt-Harry mot nye høyder
- 1979 – Olsenbanden + Data-Harry sprenger verdensbanken
- 1978 – Olsenbanden og Dynamitt-Harry på sporet
- 1976 – Olsenbanden for full musikk
- 1975 – Tut og kjør
- 1975 – Glade vrinsk
- 1975 – Olsenbanden møter Kongen & Knekten
- 1973 – Olsenbanden og Dynamitt-Harry går amok
- 1973 – Kjære lille Norge
- 1972 – Olsenbanden tar gull
- 1970 – Skulle det dukke opp flere lik er det bare å ringe...
- 1969 – Olsen-banden
- 1968 – Sus og dus på by'n
- 1967 – Det største spillet
- 1964 – Operasjon Sjøsprøyt

### Som skuespiller
- 1999 – Olsenbandens siste stikk – Sig selv
- 1984 – ...men Olsenbanden var ikke død – Parkeringsvagt
- 1982 – Olsenbandens aller siste kupp – Fængselspsykolog
- 1981 – Olsenbanden gir seg aldri – Vagt
- 1979 – Olsenbanden og Dynamitt-Harry mot nye høyder – Pilot
- 1978 – Olsenbanden + Data-Harry sprenger verdensbanken – Mand med stor last på taget
- 1977 – Olsenbanden og Dynamitt-Harry på sporet – lokomotivfører
- 1974 – Olsenbanden møter Kongen & Knekten – politikonstabel
- 1973 – Olsenbanden og Dynamitt-Harry går amok – forskellige politikonstabler
- 1970 – Olsenbanden og Dynamitt-Harry – Vellykket bankrøver
- 1969 – Olsenbanden operasjon Egon – Nysgerrig mand
- 1955 – Bedre enn sitt rykte – Jazz-pianist

### Som produktionsleder
- 1974 – Under en steinhimmel
- 1973 – Jentespranget
- 1966 – Hurra for Andersens
- 1964 – Nydelige nelliker
- 1963 – Elskere
- 1963 – Vildanden
- 1962 – Operasjon Løvsprett

## Familie
- Far til forfatter Alexia Bohwim.